# Circles Around This Town
Circles Around This Town è un singolo della cantautrice statunitense Maren Morris, pubblicato il 7 gennaio 2022 come primo estratto dal sesto album in studio Humble Quest.
Il brano ha ricevuto due candidature ai Grammy Awards 2023, nelle categorie Miglior canzone country e Miglior interpretazione country solista.

## Descrizione
Circles Around This Town è stato scritto da Maren Morris, con l'aiuto di Ryan Hurd e Julia Michaels, nell'autunno 2020, durante un periodo poco ispirato per la cantante dovuto principalmente alle restrizioni imposte per la pandemia di COVID-19.

## Accoglienza
Jessica Nicholson di Billboard ha paragonato il sound del brano ai primi singoli della cantante, quali My Church e 80s Mercedes. L'opinione è condivisa da  Sam Sodomsky di Pitchfork, il quale ha inoltre notato come influenze i lavori di Patty Griffin e Carole King.

## Video musicale
Il video musicale del brano, diretto da Harper Smith Hillel, è stato reso disponibile in concomitanza con l'uscita del brano.

## Tracce
Testi e musiche di Ryan Hurd, Greg Kurstin, Julia Michaels, Maren Morris e Jimmy Robbins.
1. Circles Around This Town – 3:15

## Classifiche

### Classifiche settimanali
| Classifica (2022) | Posizione massima |
| ----------------- | ----------------- |
| Canada            | 71                |
| Stati Uniti       | 52                |

### Classifiche di fine anno
| Classifica (2022) | Posizione |
| ----------------- | --------- |
| Stati Uniti       | 100       |